# У пошуках скарбів Тамплієрів II
«У пошуках скарбів Тамплієрів II» — фільм 2007 року.

## Зміст
Середні віки. Наближається військо, що має на меті захопити місто, і Сіґрід ховає знаки, за якими можна знайти схований скарб. Вона встигає залишити усі, але її катують із метою вивідати, де захований неймовірний скарб. Сіґрід не видала таємницю і її вбили. У наш час дівчинка-підліток та її приятелі знаходить знаки, за якими наближаються до скарбу. Та на їхньому шляху з’являються містичні і загадкові темні примари. Можливо, сама Сіґрід захоче допомогти дітям?